# Benārkabūd-e Seh
Benārkabūd-e Seh (persiska: بنارکبود سه) är en ort i Iran.   Den ligger i provinsen Lorestan, i den västra delen av landet, 400 km sydväst om huvudstaden Teheran. Benārkabūd-e Seh ligger 1 235 meter över havet och antalet invånare är 165.
Terrängen runt Benārkabūd-e Seh är kuperad, och sluttar österut. Runt Benārkabūd-e Seh är det ganska tätbefolkat, med 62 invånare per kvadratkilometer. Närmaste större samhälle är Vasīān, 16,8 km öster om Benārkabūd-e Seh. Omgivningarna runt Benārkabūd-e Seh är i huvudsak ett öppet busklandskap.